# Mintho flavicoxa
Mintho flavicoxa là một loài ruồi trong họ Tachinidae.